# Jee Yong-ju
Jee Yong-Ju (Hangul: 지용주, Hanja: 地龍珠; Wonju, 9 de diciembre de 1948 – Wonju, 25 de agosto de 1985) fue un boxeador aficionado surcoreano, medallista de los Juegos Olímpicos y Asiáticos.
En los Juegos Olímpicos de la Ciudad de México, él ganó una medalla de plata al triunfar sobre sus oponentes hasta la decisión cuando fue derrotado por el venezolano Francisco Rodríguez. Dos años después, ganó en su categoría en los Juegos Asiáticos. Yong-ju murió de hemorragia después de ser acuchillado en 1985, se erigió una estatua en su honor en su ciudad natal.

## Carrera

### Juegos Olímpicos
Yong-ju representó a su país en los Juegos Olímpicos de verano de 1968, en la Ciudad de México. Hizo su debut en la categoría minimosca, venciendo Douglas Ogada, de Uganda, por TKO. Luego eliminó al soviético Viktor Zaporozhets por decisión de los jueces, así como en las siguientes etapas cuando venció al mexicano Alberto Morales y al polaco Hubert Skrzypczak; sin embargo, no pudo tener éxito en la decisión y finalmente fue derrotado por el venezolano Francisco Rodríguez, quien ganó la medalla de oro.
| Boxeador    | Marcador | Adversario          | Notas       |
| ----------- | -------- | ------------------- | ----------- |
| Jee Yong-ju | TKO      | Douglas Ogada       | [ 1 ]       |
| Jee Yong-ju | 3-2      | Viktor Zaporozhets  | [ 1 ] [ 3 ] |
| Jee Yong-ju | 3-2      | Alberto Morales     | [ 1 ] [ 4 ] |
| Jee Yong-ju | 4-1      | Hubert Skrzypczak   | [ 1 ] [ 5 ] |
| Jee Yong-ju | 2-3      | Francisco Rodríguez | [ 1 ] [ 6 ] |

### Juegos Asiáticos
En los Juegos Asiáticos de 1970, Yong-ju derrotó al japonés Miyoji Tateyama en la categoría de menos de 51 kg y ganó la medalla de oro.

## Legado y muerte
La conquista olímpica de Jee Yong-ju fue considerada una sorpresa, reforzando su reputación con la victoria en los Juegos Asiáticos de 1970. Sin embargo, se retiró seis años después y asumió el cargo de entrenador del equipo nacional por un corto período.
En agosto de 1985, Yong-ju se peleó con su vecino y fue apuñalado. Murió de una hemorragia interna cinco días después del incidente. En su honor, se erigió una estatua en el parque deportivo de Wonju.